# Acrocercops contorta
Acrocercops contorta là một loài bướm đêm thuộc họ Gracillariidae. Loài này có ở Brasil. Nó được miêu tả bởi Edward Meyrick năm 1920.